# Necropoli di Carcarello

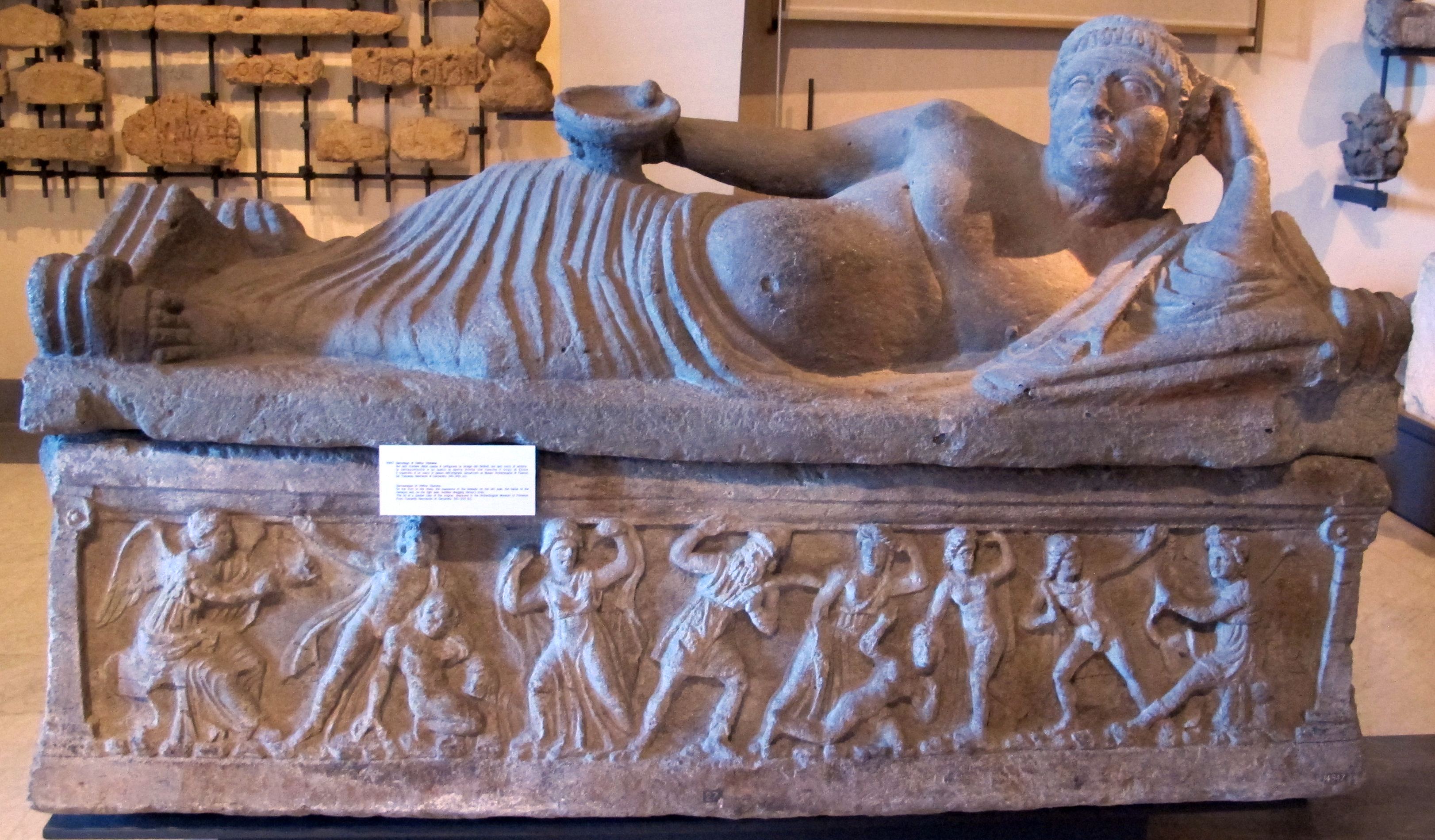
Sarcofago di Velthur Vipinana, scavi 1839, esposto al Museo Gregoriano Etrusco, sezione dei Musei Vaticani.

La Necropoli di Carcarello è una necropoli etrusca che si trova a Tuscania in provincia di Viterbo.

## Descrizione
La necropoli si trova tra l'antica Acropoli di Tuscania e la Necropoli Madonna dell'Olivo. 
Fu scoperta da Vincenzo Campanari nel 1839, che qui ritrovò la nota Tomba dei Vipinana,  con al suo interno oltre 24 sarcofagi (o 27), disposti in cerchi concentrici, con all'interno quelli delle donne, ed all'esterno, quelli degli uomini.
Questi sarcofagi sono ora esposti in diversi musei, quali il Museo archeologico nazionale Tuscanese, il Museo Gregoriano Etrusco e il Museo archeologico nazionale di Firenze.
Sarcofago di Velthur Vipinana
Il sarcofago è esposto al Museo Gregoriano Etrusco a Roma (il coperchio è un calco dell'originale), mentre il coperchio al Museo archeologico nazionale di Firenze. Il defunto regge una phiale, un antico vaso rituale greco utilizzato per il rituale della libagione. Sul lato frontale del sarcofago è raffigurata la strage dei figli di Niobe ad opera di Apollo e Artemide, mentre sui due lati corti, sono rappresentati lo scempio del corpo di Ettore ad opera di Achille, e uno scontro tra un centauro e due lapiti.